# 澳大利亚土著旗

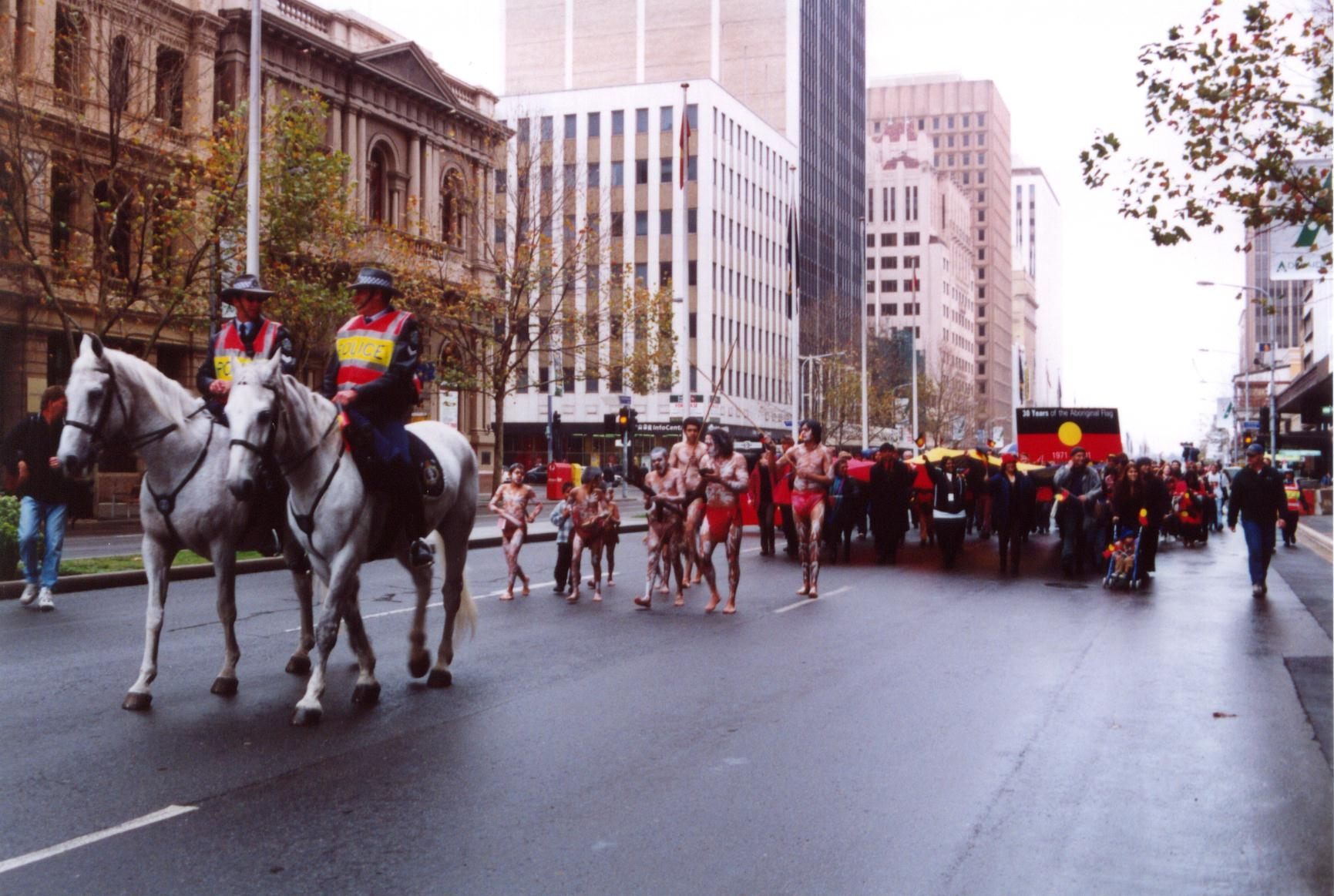
2001年7月8日，沿阿德莱德议会大厦到国王威廉街前往维多利亚广场，庆祝原住民旗帜30周年。

澳大利亚土著旗代表澳大利亚土著。是澳大利亚官方旗帜之一，并拥有特殊的法律和政治地位。作为国家官方旗帜，它经常与澳大利亚国旗和托雷斯海峡岛民旗一起飘扬。
澳大利亚原住民旗于1971年由原住民艺术家哈罗德·托马斯设计，他是澳大利亚中部Luritja人的后裔，拥有该旗帜设计的知识产权。旗帜最初是为土地权利运动而设计的，它成为澳大利亚原住民人民的象征。
旗帜的宽度是其高度的1.5倍。它被水平分为黑色区域（上方）和红色区域（下方）。黄色圆盘叠加在旗帜的中心。

## 象征意义
旗帜颜色的象征意义（如哈罗德·托马斯所述）是：

- 黑色——代表澳大利亚土著
- 黄色圆圈——代表太阳，生命的给予者和保护者
- 红色——代表红土，仪式中使用的红赭石和土著与土地的精神关系

### 颜色
澳大利亚原住民旗的官方颜色规格如下：
| 模式                    | 红                | 黄                  | 黑              |
| ----------------------- | ----------------- | ------------------- | --------------- |
| 彩通                    | 1795 C（或179 C） | 123 C               | Black C         |
| 三原色光模式 (网页颜色) | 204–0–0 (#CC0000) | 255–255–0 (#FFFF00) | 0–0–0 (#000000) |
| 印刷四分色模式          | 0%–100%–100%–30%  | 0%–0%–100%–0%       | 0%–0%–0%–100%   |

在大多数情况下，屏幕或数字复制应使用上表中的RGB颜色。此版本的标志可以在本页顶部看到。当以物理结构格式显示时，更优选使用Pantone规范。在纸上打印时，CMYK颜色效果更优。